# Bernard Challe
Pour les articles homonymes, voir Challe.
Bernard Georges André Joseph Challe, né le 16 octobre 1906 à Commercy (Meuse) et mort le 12 janvier 1977 à Paris,,, est un aviateur militaire français. Il a terminé sa carrière au grade de général d'armée aérienne, et Grand-croix de la Légion d'honneur.

## Distinctions
- Grand-croix de la Légion d'honneur
- Croix de guerre 1939-1945 avec 7 palmes[2],[3]
- Croix de guerre des Théâtres d'opérations extérieurs[2],[3]
- Croix du combattant[2],[3] (modèle régime de Vichy)
- Médaille de la Résistance française avec rosette[2],[3]
- Médaille coloniale[2],[3]
- Chevalier de l'Ordre de Léopold[2],[3]